# 罗塔迪马尼亚
罗塔迪马尼亚（義大利語：Rota d'Imagna），是意大利贝加莫省的一个市镇。总面积5平方公里，人口902人，人口密度180.4人/平方公里（2009年）。国家统计（ISTAT）代码为016186。